# José María Obregón
José María Obregón, né à Mexico en 1832 et mort dans la même ville en 1902, est un peintre portraitiste mexicain de l'école romantique et dont l'art connaît une évolution marquée lorsqu'en 1869, il peint La Découverte du pulque idéalisant la représentation des indigènes du Mexique. En réalisant cette toile, Obregón fait figure de précurseur et ouvre la voie au muralisme mexicain qui s'exprime quelque cinquante ans plus tard.

## Biographie
José María Obregón entre en 1852 à l'Académie de San Carlos à Mexico, où il séjourne durant seize ans.
Considéré comme l'un des artistes les plus distingués de l'école, il est l'élève du peintre Miguel Mata y Reyes et du graveur Santiago Bagally ; mais il est principalement influencé par le catalan Pelegrí Clavé, qui marque durablement le style pictural d'Obregón,.
Il lie ses peintures à de multiples thèmes historiques et bibliques. Habituellement, ses œuvres tendent vers l'idéal de la beauté classique, suivant une orientation vers le romantisme, mêlée à des caractéristiques néo-classiques.
Obregón est proche de la cour de l'empereur Maximilien Ier, dont il est l'un des portraitistes (1864-1867). L'empereur lui commande notamment les portraits des indépendantistes mexicains : les défunts José María Morelos et Mariano Matamoros. À partir de 1869, Obregón travaille comme professeur de dessin au sein de l'Académie de San Carlos.
De 1875 à 1881, c'est à Obregón qu'est confiée l'exécution des douze médaillons ornant la galerie Obregón du Centenaire, afin de fêter le centième anniversaire de l'Académie de San Carlos. Ces douze médaillons, peints à l'huile sur toile, représentent les quatre allégories des beaux-arts (peinture, sculpture, architecture et gravure) et huit protecteurs de l'académie (Fernando Mangino, Carlos III, Carlos IV, Jerónimo Antonio Gil, Francisco Manuel Sánchez Tagle, le vice-roi de Nouvelle-Espagne Martín de Mayorga, l'évêque Joaquín Antonio Pérez et Don Javier Echeverría).
En 1891, il doit renoncer à l'enseignement, étant atteint d'une maladie ophtalmique.

## Prix

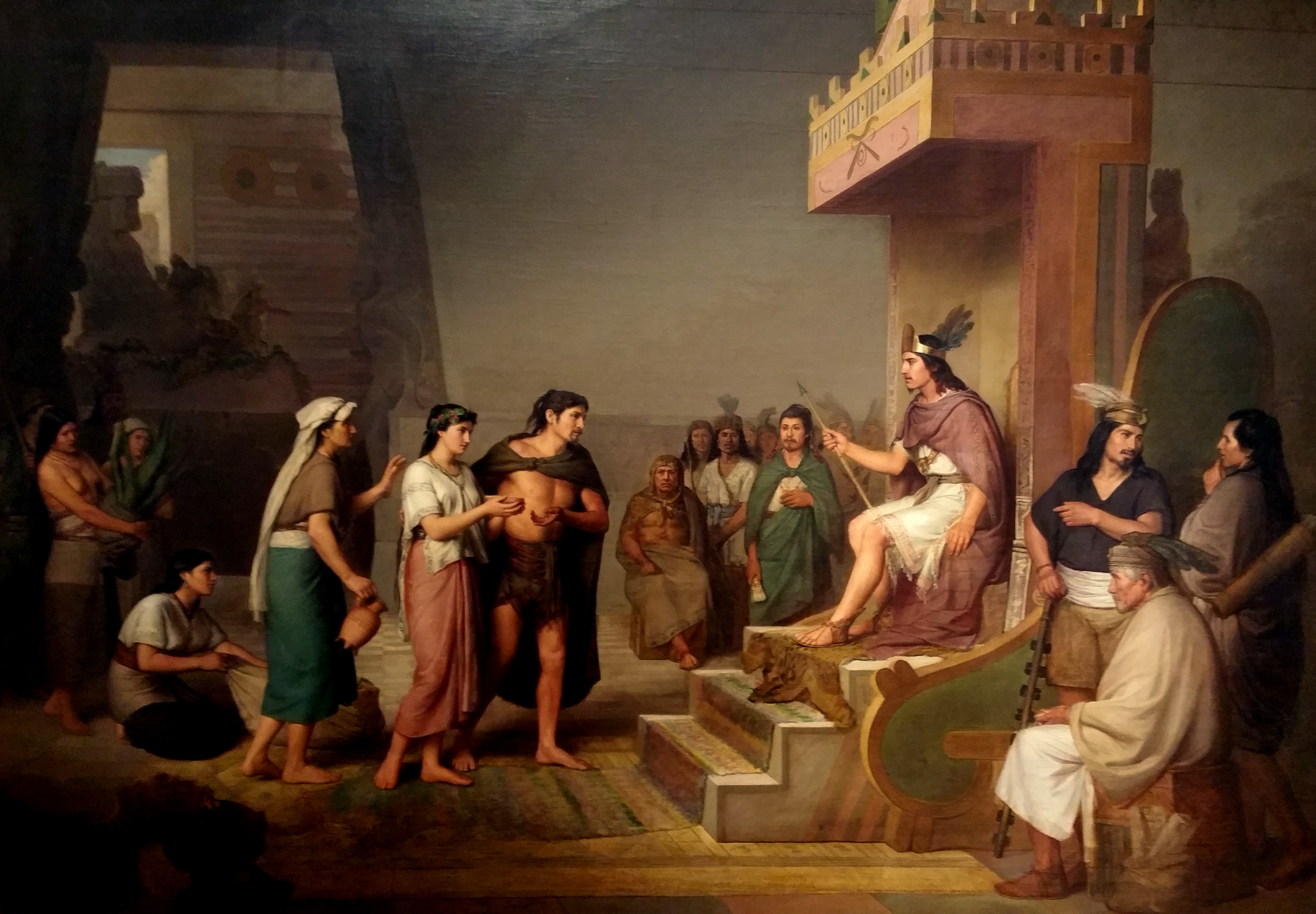
La Découverte du pulque (1869).

À partir de 1855, il participe aux concours annuels de l'Académie de San Carlos et se voit octroyer une pension. Il obtient de nombreuses récompenses. En 1858, il remporte le premier prix grâce à sa peinture intitulée Agar et Israël dans le désert.
En 1869, Obregón produit une grande sensation grâce à son fameux et caractéristique La Découverte du pulque qui idéalise l'image des indigènes du Mexique, qu'il représente comme des héros grecs. L'œuvre, de facture néo-classique, et de grand format rectangulaire aux dimensions de 189 × 230 cm, dépeint Xochitl qui est, selon la mythologie aztèque, la première femme mortelle sur la terre, offrant une coupe de pulque au seigneur de Tula. Obregón annonce en quelque sorte le muralisme mexicain, mouvement artistique qui s'est développé au Mexique au début du XXe siècle à la suite de la révolution mexicaine de 1910 et qui prône une vision de l'Histoire ouverte à toutes les composantes du peuple mexicain.

## Œuvres célèbres

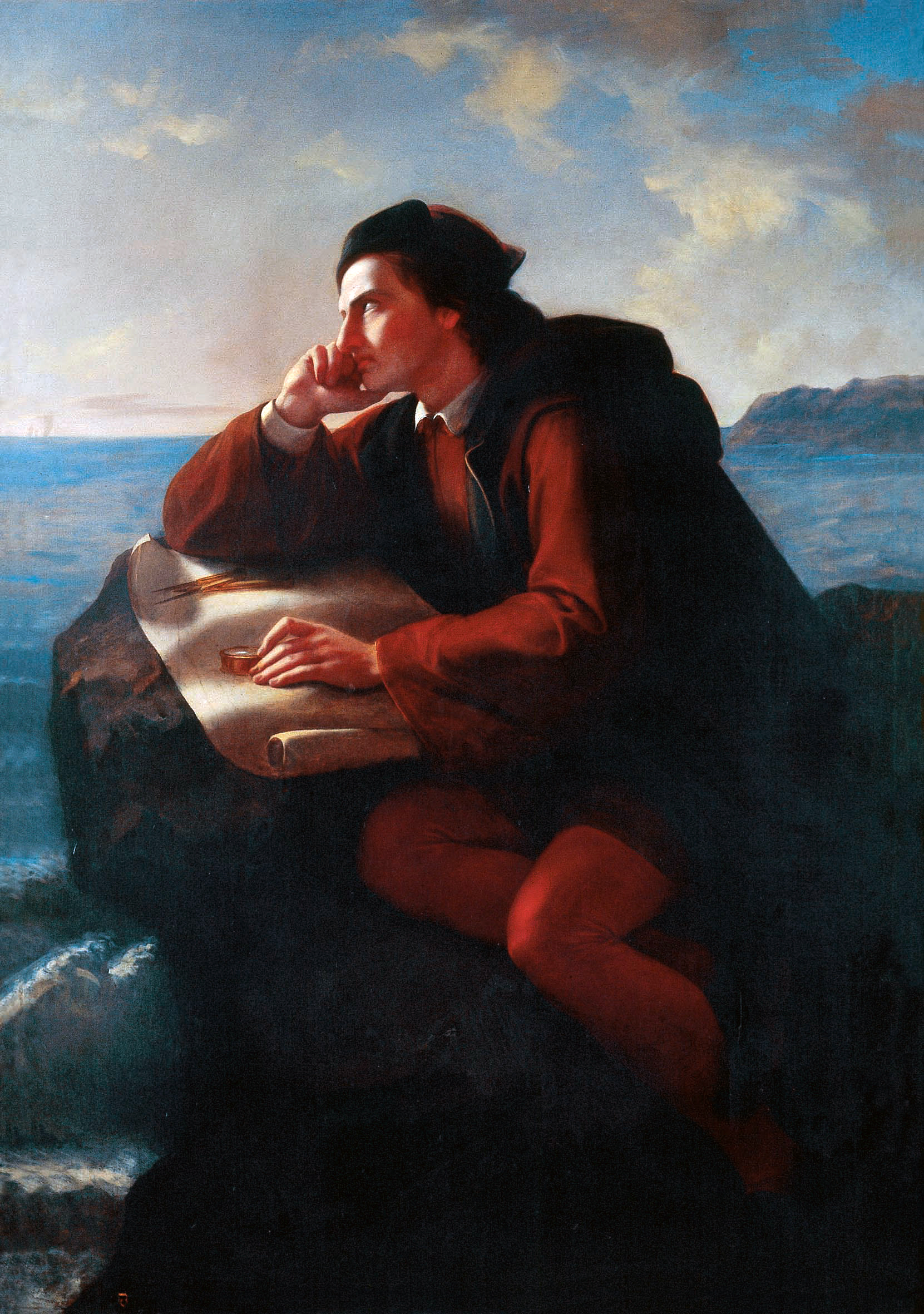
Inspiration de Christophe Colomb (1856).

- Saint-Laurent (1855), troisième prix de l'académie de San Carlos.
- Inspiration de Christophe Colomb (1856), second prix de l'académie de San Carlos, conservé au Museo Nacional de Arte.
- Giotto et Cimabue (1857), conservé au Museo Nacional de Arte.
- Agar et Israël dans le désert (1858), premier prix de l'académie de San Carlos.
- Le vendeur de melons (1858).
- Noémie et ses belles-filles (1862).
- Le Christ au Jardin (1862).
- Portrait de José María Morelos, à la demande de l'empereur Maximilien Ier.
- Portrait de Mariano Matamoros (1868), conservé au Musée d'histoire mexicaine à Monterrey.
- La Découverte du pulque (1869), conservé au Museo Nacional de Arte à Mexico.
- Allégorie de la l'Amérique.
- La Liberté.
- Portrait féminin (1876).
- Portrait de Porfirio Díaz (1883).
- Portrait de José Francisco Naranjo de la Garza (1884), conservé au Palais national (Mexico).
- Portrait d'une dame à la mantille noire (1893).

## Galerie

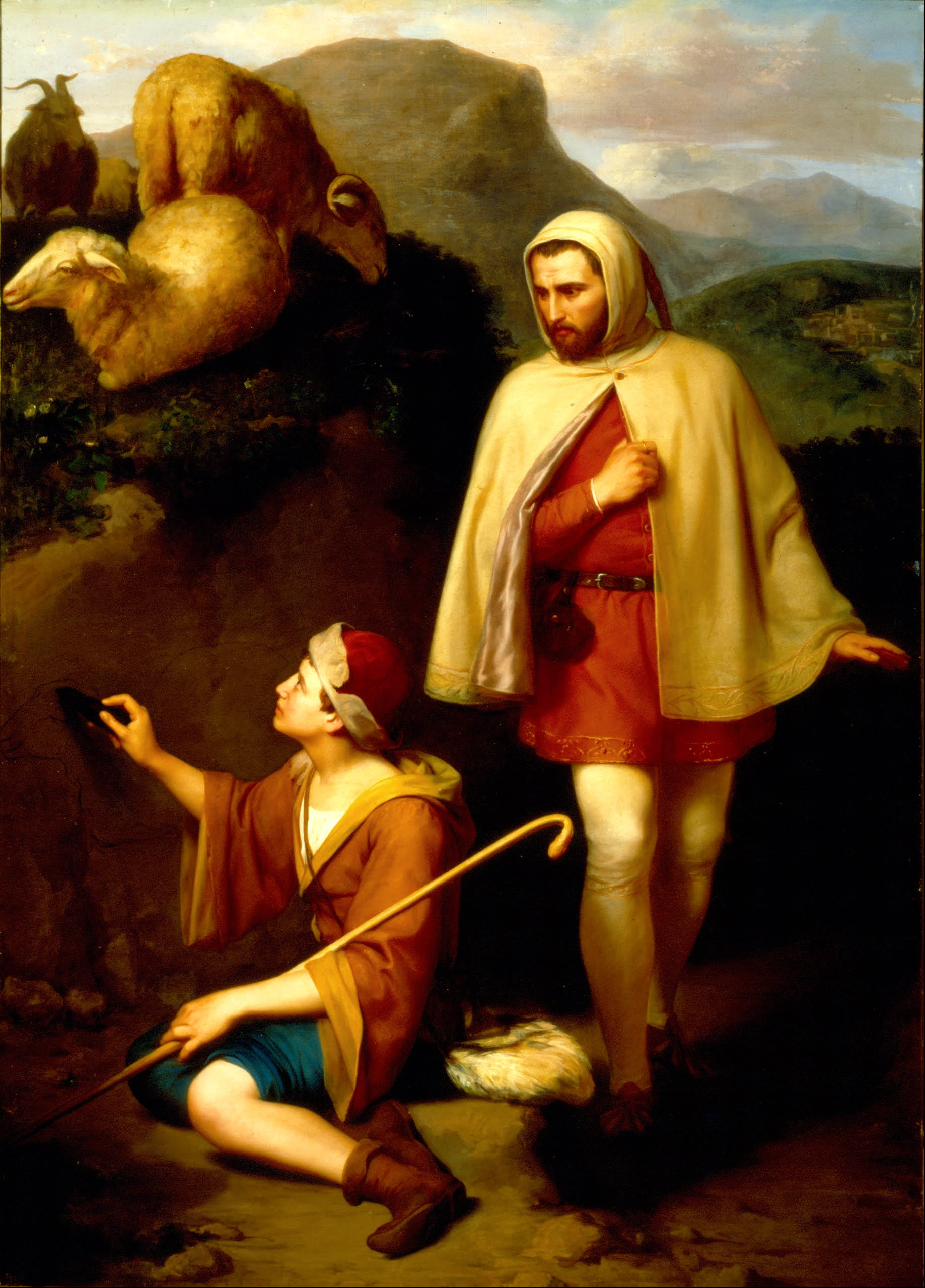
Giotto et Cimabue (1857).
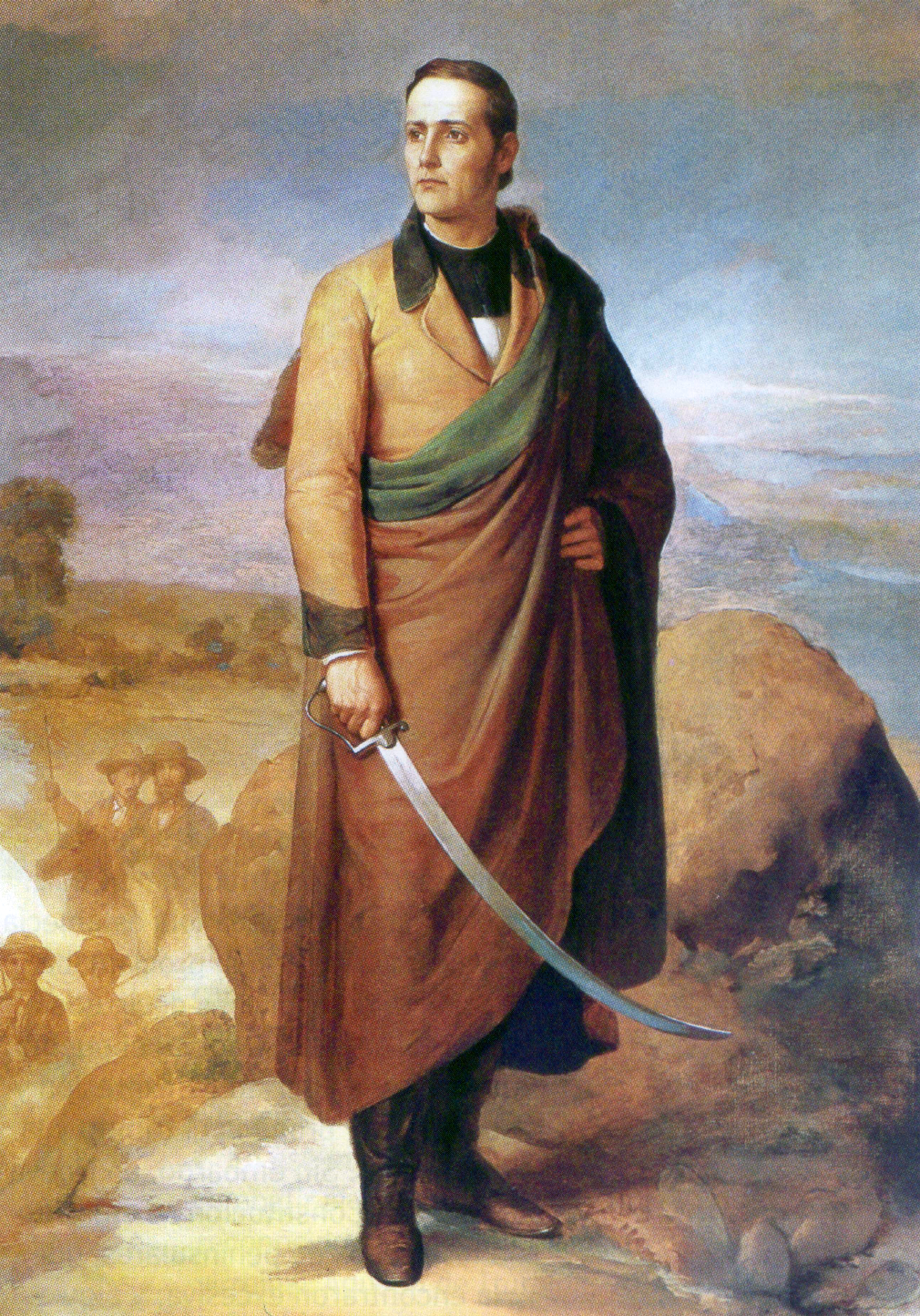
Portrait de Mariano Matamoros (1868).
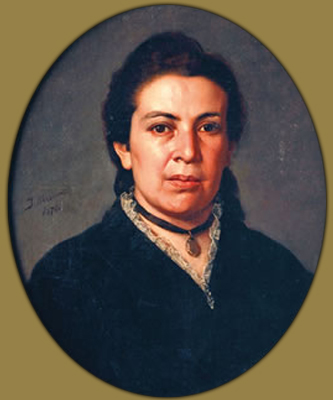
Portrait féminin (1876).
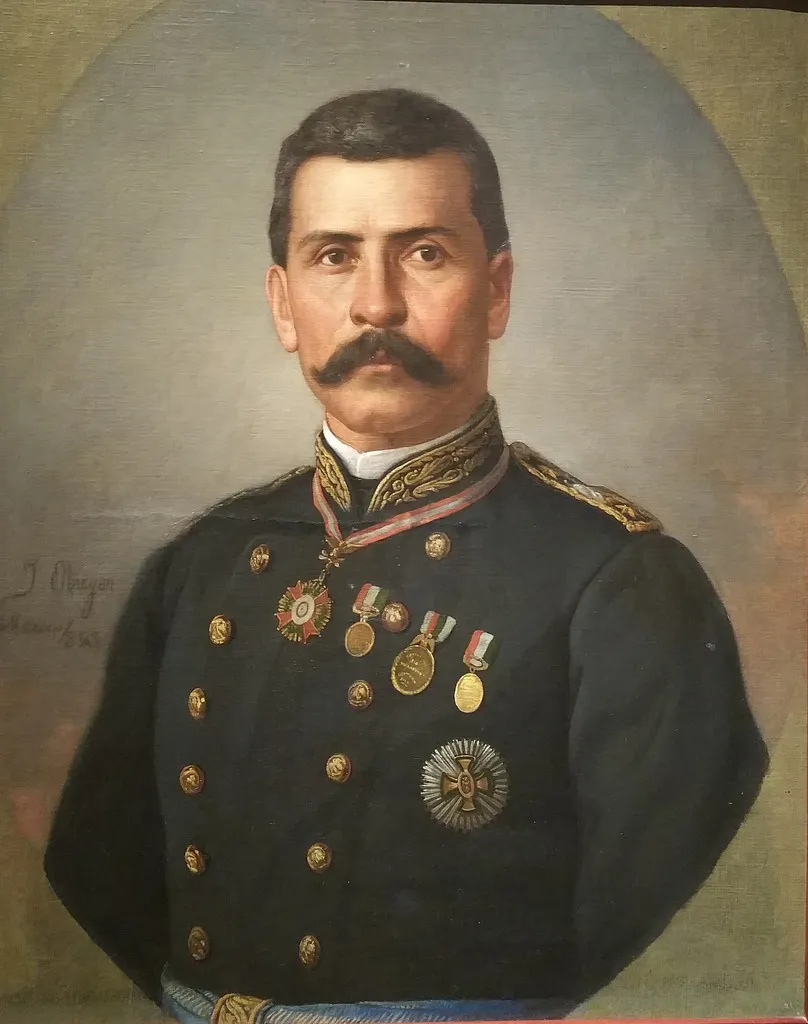
Portrait de Porfirio Díaz (1883).
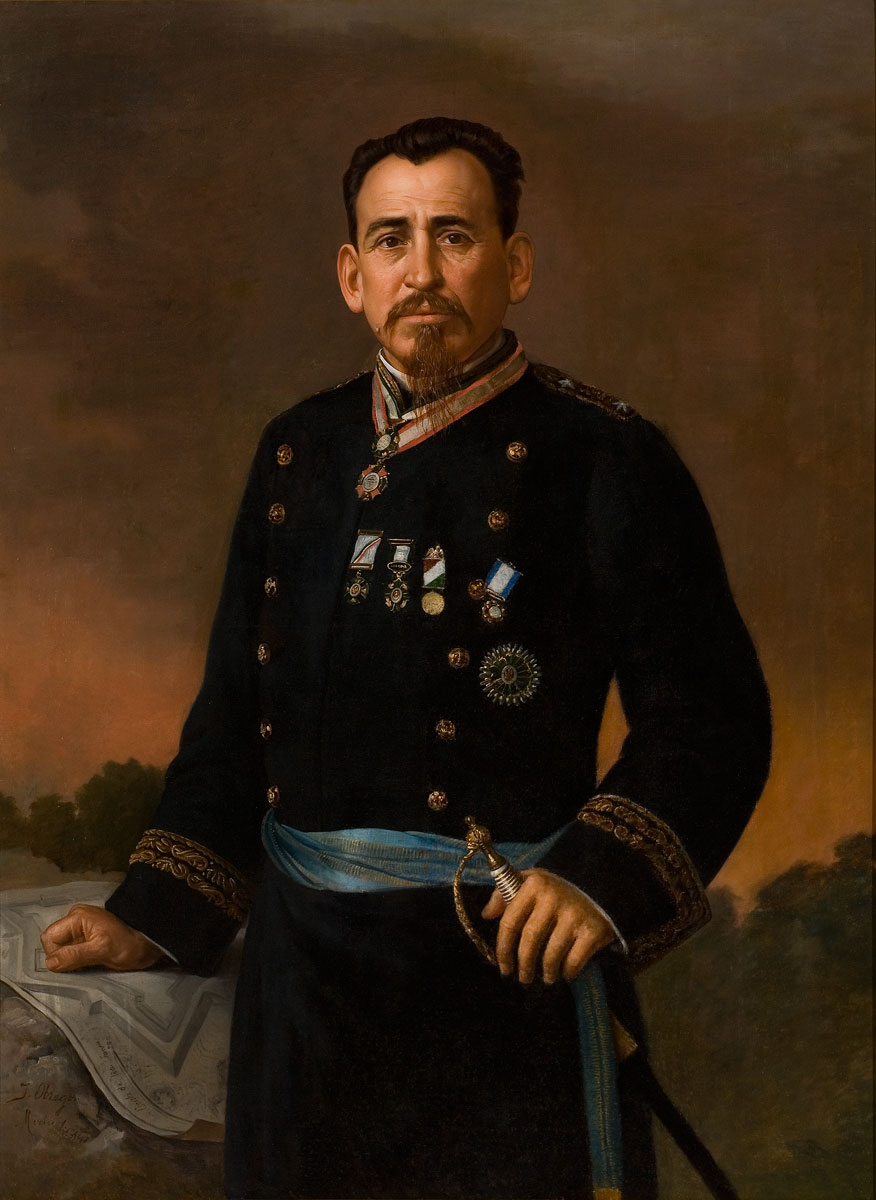
Portrait de Jose Naranjo de la Garza (1884).